# カーソル (データベース)
データベースにおけるカーソル（英: cursor）は、一連のデータに順にアクセスする際の検索条件および「現在位置」を保持するデータ要素である。

## 概要
一般にデータベースは、同じ種類のデータを数多く蓄積しており、利用者が求めるデータも1件だけではなく複数件になる可能性がある。このようなケースは、カーソルを使って以下のようにイテレータの要領で実現できる。
1. 利用者は検索条件やソート順序を指定してカーソルを定義する。
2. パラメータを利用している場合は値を決定し、データへのアクセスを開始する。
3. カーソル位置のデータを取得する。検索結果の終端なら7へ。
4. 必要に応じてカーソル位置のデータを変更・削除する。
5. カーソルを「次のデータ」へと進める。
6. 3から繰り返し。
7. 繰り返しの終了後、カーソルを解放する。

システムによっては5において、次のデータに進む以外に、ひとつ前のデータに戻ることも許している。
カーソルを使う理由の一つとして、クエリの結果が多数の行を持つことによる
メモリのオーバーランを防ぐことが挙げられる。PL/pgSQLではメモリ問題を引き起こさないようにforループが内部で自動的に
カーソルを用いるため、この心配がない。

## 具体例

### SQL
関係データベース用の問い合わせ言語として広く使われているSQLでは、カーソルを用いたアクセスのために一連のステートメントを提供している。「DECLARE CURSOR」でカーソルを宣言し、「FETCH」でカーソル位置のデータを取得するとともに次のデータに進む。データを変更する「UPDATE」や削除する「DELETE」は、「WHERE CURRENT OF カーソル名」を指定することで、カーソル位置のデータを操作できる。使用後は「CLOSE」で解放する。具体的な文法はSQL#カーソル定義・操作を参照。

### ODBC
C言語プログラムからSQLを使ってデータベースにアクセスするためのライブラリのひとつとしてODBCがある。ODBCはMicrosoft Windowsで広まった後、業界標準のSQL/CLIやJDBCのベースとなった。
カーソル操作に係るSQLステートメントには、以下のように個別のODBC関数が対応している。
| ODBC関数    | 対応するSQLステートメント |
| ----------- | ------------------------- |
| SQLPrepare  | DECLARE CURSOR            |
| SQLExecute  | OPEN                      |
| SQLFetch    | FETCH                     |
| SQLFreeStmt | CLOSE                     |

ODBCでは、アプリケーションプログラムがカーソルを直接指定することは、ほとんどない。上記の関数はいずれも「ステートメントハンドル」（Statement Handle）を引数としており、このハンドルが指し示すデータ構造の中にカーソルも含まれているという扱いになる。すなわち、ステートメントハンドルがイテレータの役割を果たしている。

### dbm
dbmは関係データベースより単純な、キーと値の対応だけからなるデータベース機能を提供する。ここでもデータベース上の「現在位置」を指し示すために「カーソル」の語が使われている。

## 注意点
- カーソルは実行中の検索条件や現在位置を保持するために、メモリ容量などの資源を必要とする。カーソルの解放漏れはメモリリークにつながる可能性がある。
- 標準SQL規格では、トランザクションを終了するとカーソルは破棄される仕様である。しかし、DBMSによっては破棄されずそのままデータにアクセスすることができる。標準SQL規格に準拠した使い方をするのであれば、トランザクション終了後はカーソルを破棄するべきである。